# Вальденберг, Исаак Яковлевич
Исаак Яковлевич Вальденберг (10 ноября 1906, Киев — 3 апреля 1965, Ташкент) — советский театральный художник и декоратор. Заслуженный деятель искусств Узбекской ССР (1964). Главный художник Ташкентского театра юных зрителей. Один из художников «Окон ТАСС», «Окон УзТАГа».

## Биография
В 1925 году окончил Киевский художественный институт. Учился у Анатолия Петрицкого. С 1928 года работал в театрах Киева, Одессы, Харькова, Москвы. В 1938 году переехал в Ташкент, где в тот же год был назначен главным художником Ташкентского театра юных зрителей. С 1941 года работал в Ташкентском русском драматическом театре.
В 1960-х годах занимался преподавательской деятельностью в разных театрах. Преподавал в Республиканском художественном училище им. П. Бенькова, а также в Ташкентском театрально-художественном институте им. А. Н. Островского.
Скончался 3 апреля 1965 года. Похоронен на Кладбище по улице Боткина в Ташкенте на участке № 12.

## Избранные работы
Создал более 200 театральных декораций.

### Спектакли
- «Клоп» (1956)[6];
- «Тайфун» Цао Юя (1957)[6];
- «Филумена Мартурано» Э. де Фи-липпо (1957)[6];
- «Годы странствий» Арбузова (1954)[6];
- «Дракон и солнце» Гинзбурга (1958)[6];
- «Юлий Цезарь» В.Шекспира (1958)[6].
- «Отелло» В.Шекспира[7].
- «Овечий источник» Лопе Де Вега[8]
- «Человек с ружьём» Н. Погодина[8]
- «История пустой души» В. Черпунова[9]
- «Дали дальные неоглядные» Н. Вирта[10]